# NGC 5905
NGC 5905 est une vaste galaxie spirale barrée située dans la constellation du Dragon. Sa vitesse par rapport au fond diffus cosmologique est de 3 454 ± 7 km/s, ce qui correspond à une distance de Hubble de 51,0 ± 3,6 Mpc (∼166 millions d'al). NGC 5905 a été découverte par l'astronome germano-britannique William Herschel en 1788.
NGC 5905 a été utilisée par Gérard de Vaucouleurs comme une galaxie de type morphologique SB(rs)bc dans son atlas des galaxies,.
La classe de luminosité de NGC 5905 est II et elle présente une large raie HI. Elle renferme également des régions d'hydrogène ionisé. De plus, c'est une galaxie active de type Seyfert 1.
En raison d'une brillance de surface égale à 14,24 mag/am2, on peut qualifier NGC 5905 de galaxie à faible brillance de surface (LSB en anglais pour low surface brightness). Les galaxies LSB sont des galaxies diffuses (D) avec une brillance de surface inférieure de moins d'une magnitude à celle du ciel nocturne ambiant.
À ce jour,  près d'une quinzaine de mesures non basées sur le décalage vers le rouge (redshift) donnent une distance de 36,536 ± 9,564 Mpc (∼119 millions d'al), ce qui est à l'extérieur des valeurs de la distance de Hubble. Notons que c'est avec la valeur moyenne des mesures indépendantes, lorsqu'elles existent, que la base de données NASA/IPAC calcule le diamètre d'une galaxie et qu'en conséquence le diamètre de NGC 5905 pourrait être d'environ 69,7 kpc (∼227 000 al) si on utilisait la distance de Hubble pour le calculer.

## Un disque entourant le noyau
Grâce aux observations du télescope spatial Hubble, on a détecté un disque de formation d'étoiles autour du noyau de NGC 5905. La taille de son demi-grand axe est estimée à 390 pc (~1 270 années-lumière).

## Supernova
La supernova SN 1963O a été découverte dans NGC 5905 le 17 août 1963 par l'astronome suisse Paul Wild de l'université de Berne. Le type de cette supernova n'a pas été déterminé.

## Groupe de NGC 5908
Selon A.M. Garcia, la galaxie NGC 5905 fait partie d'un groupe de galaxies qui compte au moins sept membres, le groupe de NGC 5908. Les autres membres de ce groupe sont NGC 5820, NGC 5821, NGC 5874, NGC 5876, NGC 5908 et UGC 9759.
D'autre part, dans un article publié en 1998, Abraham Mahtessian mentionne aussi ce groupe, mais les galaxies NGC 5820, NGC 5821 et UGC 9759 n'y figurent pas.